# Склеротизация
Склеротизация: провокация склероза — образования соединительной ткани.

## Применение в медицине
В медицине склеротизация производится путём намеренного повреждения (спиртового ожога или воздействия лазера) с целью устранения кист и варикозов мелких сосудов.

## Склеротизация крыла у насекомых
Склеротизация тараканов происходит не полностью и жилки остаются явственными. Переднее крыло клопов делится на концевую мембрану (сохраняющая план жилкования) и склеротизированную основную часть (здесь жилкование сильно сокращено). Такой же процесс наблюдается у прямокрылых. Переднее крыло уховёрток и жесткокрылых не участвует в полёте, с чем и связана сильная склеротизация, а жилкование практически исчезает.